# Alberto Aguilar
Alberto Martín Aguilar Suárez (ur. 9 marca 1985 w San Fernando de Apure) – wenezuelski lekkoatleta, specjalizujący się w biegach sprinterskich, olimpijczyk.
W 2011 startował na mistrzostwach Ameryki Środkowej i Karaibów, na których zajął 6. miejsce w sztafecie 4 × 400 metrów, a indywidualnie odpadł w eliminacjach biegu na 400 metrów. Brązowy medalista igrzysk panamerykańskich w biegu rozstawnym 4 × 400 metrów. W 2012 startował na halowych mistrzostwach świata w Stambule. Wystąpił na igrzyskach olimpijskich w Londynie, na których zajął 7. miejsce w  sztafecie 4 × 400 metrów. Medalista mistrzostw kraju.

## Osiągnięcia
| Rok  | Impreza                                  | Miejsce             | Konkurencja             | Lokata     | Wynik   |
| ---- | ---------------------------------------- | ------------------- | ----------------------- | ---------- | ------- |
| 2010 | Igrzyska Ameryki Środkowej i Karaibów    | Mayagüez            | sztafeta 4 × 400 metrów | 6. miejsce | 3:07,98 |
| 2011 | Mistrzostwa Ameryki Środkowej i Karaibów | Mayagüez            | bieg na 400 metrów      | eliminacje | 47,44   |
| 2011 | Mistrzostwa Ameryki Środkowej i Karaibów | Mayagüez            | sztafeta 4 × 400 metrów | 6. miejsce | 3:04,93 |
| 2011 | Igrzyska panamerykańskie                 | Guadalajara         | bieg na 400 metrów      | eliminacje | 46,39   |
| 2011 | Igrzyska panamerykańskie                 | Guadalajara         | sztafeta 4 × 400 metrów | 3. miejsce | 3:00,82 |
| 2012 | Halowe mistrzostwa świata                | Stambuł             | sztafeta 4 × 400 metrów | eliminacje | 3:11,11 |
| 2012 | Igrzyska olimpijskie                     | Londyn              | sztafeta 4 × 400 metrów | 7. miejsce | 3:02,18 |
| 2013 | Mistrzostwa Ameryki Południowej          | Cartagena de Indias | sztafeta 4 × 100 metrów | 3. miejsce | 39,81   |
| 2013 | Mistrzostwa świata                       | Moskwa              | sztafeta 4 × 400 metrów | eliminacje | 3:02,04 |
| 2014 | Igrzyska Ameryki Południowej             | Santiago            | bieg na 400 metrów      | 6. miejsce | 47,03   |
| 2014 | Igrzyska Ameryki Środkowej i Karaibów    | Xalapa              | sztafeta 4 × 100 metrów | 3. miejsce | 10,27   |
| 2014 | Igrzyska Ameryki Środkowej i Karaibów    | Xalapa              | sztafeta 4 × 400 metrów | 2. miejsce | 3:01,80 |
| 2015 | Mistrzostwa Ameryki Południowej          | Lima                | sztafeta 4 × 400 metrów | 1. miejsce | 3:04,96 |
| 2017 | IAAF World Relays                        | Nassau              | sztafeta 4 × 400 metrów | –          | DNS     |
| 2017 | IAAF World Relays                        | Nassau              | sztafeta 4 × 200 metrów | eliminacje | 1:25,69 |
| 2017 | Mistrzostwa Ameryki Południowej          | Asunción            | sztafeta 4 × 400 metrów | 3. miejsce | 3:07,74 |

## Rekordy życiowe
- Bieg na 400 metrów – 45,71 (2014)

28 października 2011 wenezuelska sztafeta 4 × 400 metrów w składzie Arturo Ramírez, Alberto Aguilar, José Acevedo, Omar Longart ustanowiła rekord kraju na tym dystansie – 3:00,82.
10 marca 2012 wenezuelska sztafeta 4 × 400 metrów w składzie José Acevedo, Omar Longart, Alberto Aguilar, Freddy Mezones ustanowiła halowy rekord kraju na tym dystansie – 3:11,11.